# Phaeophilacris bukobiana
Phaeophilacris bukobiana är en insektsart som beskrevs av Rehn, J.A.G. 1914. Phaeophilacris bukobiana ingår i släktet Phaeophilacris och familjen syrsor. Inga underarter finns listade i Catalogue of Life.